# Sungsotia uenoi
Genre
Espèce
Sungsotia uenoi, unique représentant du genre Sungsotia, est une espèce d'opilions laniatores de la famille des Epedanidae.

## Distribution
Cette espèce est endémique de la province de Quảng Ninh au Viêt Nam. Elle se rencontre sur Sung Sôt dans la grotte Hang Sung Sôt.

## Description
La femelle holotype mesure 3,2 mm.

## Étymologie
Cette espèce est nommée en l'honneur de Shun-Ichi Ueno.

## Publication originale
- Tsurusaki, 1995 : « Sungsotia uenoi gen. n., sp. n. (Arachnida, Opiliones, Phalangodidae), a cavernicolous harvestman from northern Vietnam. » Special Bulletin of the Japanese Society of Coleopterology, vol. 4, p. 105-110.